# Synagoga w Bazylei
Synagoga w Bazylei – synagoga znajdująca się w Bazylei, religijne i kulturowe centrum bazylejskich Żydów.
Synagoga została zbudowana w latach 1866–1869, według projektu Hermanna Gaussa, w stylu smauretańsko-neobizantyjskim. Synagoga przechodziła kilka razy remonty oraz przebudowy, m.in. w 1892, 1947 oraz w latach 1986–1987, kiedy została gruntownie odrestaurowana.
Neoromańska struktura ma dwie kopuły oraz fasadę z trójlancetowymi oknami po obu stronach wejścia i okrągłym oknem tuż nad wejściem. Elewacja ma kremowy kolor, w dolnej części jest ozdobiona poziomymi pasami z czerwonych cegieł popularnymi w architekturze włoskiego renesansu.